# محمود رضایی

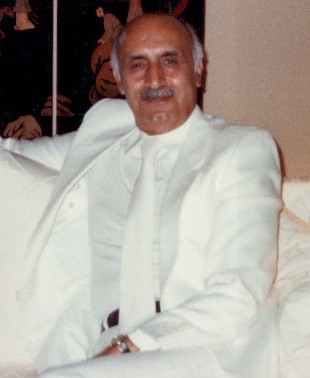
محمود رضایی

محمود رضایی (۱۳۰۲ – ۱۳۷۵) سرمایه‌دار و سیاستمدار دورهٔ پهلوی و عضو اتاق بازرگانی تهران بود.

## زندگی
محمود رضایی فرزند محمدرضا سلدوز (رضایی) در سال ۱۳۰۲ در سبزوار به دنیا آمد. او فرزند دوم خانواده و برادر کوچک‌تر علی رضایی بود. او تا مقطع دیپلم را در سبزوار گذراند و همانند برادرش علی به فعالیت تجاری و اقتصادی روی آورد. او در سی سالگی از حوزه انتخابیه سبزوار در دوره هجدهم مجلس شورای ملی به مجلس راه یافت .
در دوره نوزدهم مجلس شورای ملی صندلی وکالت را به برادر دیگر خود واگذار کرد و به تجارت ادامه داد.

## فعالیت اقتصادی
در زمانی که علی رضایی به توسعه صنعت فولاد خود مشغول بود، برادر دومش به سراغ استخراج معادن رفته بود. بنابراین در سال ۱۳۴۵ محمود رضایی حق امتیاز خرید معدنی مس متروکه‌ای را به دست آورد. با پیدا شدن سنگ‌های آبی و سبزرنگ در آن منطقه، او  توانست سرچشمه معدن مس را در ایران پیدا کند. طی بررسی‌هایی که انجام گرفت، معلوم شد که استخراج این معدن هزینه زیادی به‌دنبال خواهد داشت. سرانجام شرکت «سلکشن تراست» (Selection Trust) انگلیس حاضر شد با محمود رضایی قرارداد مورد نظر را منعقد کند.
چندی بعد شرکت «سلکشن تراست» چندین چاه اکتشافی زد و متوجه شد که این معدن آن‌قدر وسیع است که این شرکت به‌تنهایی از عهده هزینه‌هایش برنخواهد آمد. بنابراین برادران رضایی برای تأمین هزینه‌های استخراج معدن مس خود دست به دامن هویدا شدند. هویدا این موضوع را با محمدرضاشاه پهلوی در میان گذاشت و محمدرضاشاه از رضایی خواست تا کار را به دولت تحویل دهد تا دولت خود عملیات استخراج را انجام بدهد. آنها به ناچار پیشنهاد شاه را قبول کردند و پرداخت هزینه‌های آنها و شرکت انگلیسی به رضا نیازمند، مدیرعامل شرکت دولتی مس سرچشمه سپرده شد. 
محمود رضایی به شاه شکایت کرد که هزینه‌های ما پرداخت شد ولی ما از بابت کشف ۴ میلیون تن مس که چند صد میلیون دلار ارزش دارد چیزی دریافت نکرده‌ایم. 
بعد از درخواست‌ها و مطالبات او، با میانجی‌گری آقای مهندس محمدصفی اصفیاء، قرار شد تا حدود ۵۳ یا ۵۵ میلیون تومان به گروه رضایی و ۲۵ میلیون پوند به شرکت انگلیسی پرداخت گردد. همچنین گروه رضایی، امتیاز احداث کارخانه سیمان مازندران، کارخانه مونتاژ بولدزر و ماشین‌آلات سنگین میتسوبیشی (که بعداً HEPCO نامیده شد) و اداره سهام عمده شرکت سرب و روی باما اصفهان و... را در اختیار گرفت.
برادران رضایی در  سال‌های ۱۳۴۳ تا ۱۳۴۵ نیز معادن بزرگ و غنی از کرومیت در کوه‌های بشاگرد در شرق میناب را پس از مشکلات فراوان در اختیار گرفته بودند و محمود خیامی مدیریت شرکت معادن کرومیت اسفندقه در جنوب کرمان را برعهده داشت. 

## مصادره اموال
با پیروزی انقلاب اسلامی او نیز مانند بسیاری از تجار و کارآفرینان عصر پهلوی مشمول مصادره اموال از سوی بنیاد مستضعفان انقلاب اسلامی شد و اموالش به مصادره درآمد. بعد از انقلاب او دستگیر شد و به زندان افتاد. بعد از دو ماه خانواده‌اش برای آزادی‌اش تلاش بسیاری کردند و توانست بعد از آزادی‌اش به‌صورت غیرقانونی از کشور خارج شود. او در تبعید دچار مضیقه مالی شد و در سال ۱۳۷۵ با اسلحه کمری اقدام به خودکشی کرد. 